# Pier Luigi Cherubino
Pier Luigi Cherubino Loggi (Roma, 15 de octubre de 1971), conocido simplemente como Pier, es un exfutbolista y entrenador español de origen italiano. Dirigió el Real Betis Balompié de la Primera División Femenina de España de 2019 a 2020. Jugaba como delantero.

## Trayectoria
Creció en la localidad tinerfeña de Puerto de la Cruz desde los seis años de edad y se formó como futbolista en las categorías inferiores del C. D. Tenerife, equipo con el que debutó en Primera División en la temporada 1990-91. Esa campaña jugó un total de dieciséis encuentros en los que anotó un gol en el empate de su equipo contra el Real Betis Balompié, el 6 de enero de 1991. En el Tenerife permaneció cuatro temporadas, todas ellas en Primera División, y también participó en la Copa de la UEFA de la campaña 1993-94.
En 1994 fichó por el Real Sporting de Gijón, con el que marcó once goles en la Liga, además de dos tantos en la promoción contra la U. E. Lleida y otros tres en la Copa del Rey. Al término de la temporada fue contratado por el Real Betis, donde jugó durante dos temporadas en las que llegó a jugar setenta y cinco partidos, y anotó veintitrés goles.
En la temporada 1997-98 fichó por el Real Zaragoza. A pesar de disponer de minutos, únicamente logró anotar un gol por lo que, a final de temporada, regresó al Tenerife, equipo que en esos años alternaba entre Primera y Segunda División. En su segunda etapa con el club canario disputó tres temporadas jugando en ambas categorías. Durante estos años, destacan los cuatro goles en doce partidos de la temporada 1998-99.
En 2002 abandonó el Tenerife y fichó por el C. F. Extremadura, donde jugó la segunda parte de la temporada 2001-02. Al año siguiente, fichó por el Terrassa F. C., y fue a partir de ahí cuando comenzó a desempeñarse en equipos de categorías inferiores como el A. D. Laguna, la U. D. Esperanza o la R. S. D. Alcalá, equipo por el que fichó en 2006 y en el que definitivamente se retiró en 2007.
Desde el 1 de octubre de 2018 y hasta la conclusión de la temporada 2018-19 entrenó a la U. D. Granadilla de la Primera División Femenina de España. En enero de 2020 se hizo cargo del equipo femenino del Real Betis Balompié, renunciando a este cargo en diciembre de ese mismo año. Actualmente, colabora esporádicamente en la televisión del club bético como comentarista en retransmisiones de partidos.[cita requerida]

## Selección nacional
Fue internacional con España en las categorías sub-19 —con la que se proclamó campeón de la Copa del Atlántico en 1991—, sub-20 —con la que disputó el Mundial Juvenil de 1991, donde anotó tres goles en cuatro partidos— y sub-21 —con la que disputó la Eurocopa de 1994. También llegó a disputar un encuentro con la selección absoluta durante la clasificación para la Eurocopa 1996, de la mano del seleccionador Javier Clemente. Fue el 12 de octubre de 1994 contra la República de Macedonia después de sustituir en el terreno de juego al delantero Julio Salinas.

## Clubes

### Como jugador
| Club                   | País   | Temporada |
| ---------------------- | ------ | --------- |
| C. D. Tenerife         | España | 1990-1994 |
| Real Sporting de Gijón | España | 1994-1995 |
| Real Betis Balompié    | España | 1995-1997 |
| Real Zaragoza          | España | 1997-1999 |
| C. D. Tenerife         | España | 1999-2001 |
| C. F. Extremadura      | España | 2001      |
| Terrassa F. C.         | España | 2002-2003 |
| A. D. Laguna           | España | 2003-2005 |
| U. D. Esperanza        | España | 2005-2006 |
| R. S. D. Alcalá        | España | 2006-2007 |

### Como entrenador
| Club                | País   | Temporada |
| ------------------- | ------ | --------- |
| U. D. Granadilla    | España | 2018-2019 |
| Real Betis Balompié | España | 2019-2020 |